# Jaime Astrain
Jaime Astrain Aguado (Madrid, 5 de febrero de 1988) es un exfutbolista, modelo y tertuliano televisivo español que se retiró con tan solo 27 años. Ocupaba la posición de defensa central y su último equipo fue el Real Jaén CF de Segunda División B de España, en la temporada 2014-15.

## Trayectoria
Se formó en la cantera del Atlético de Madrid, militando en los equipos infantil, cadete y juvenil (División de Honor). En 2006 jugó en el Atlético Pinto, de la Tercera División madrileña.
En 2007 firma con el Pontevedra B. Militó en los filiales del Villarreal CF y CA Osasuna hasta firmar en 2011 con el Córdoba CF. Para la temporada 2012-2013 se encuentra cedido en el Écija Balompié.
Para la temporada 2013-2014, se marcha cedido al Fútbol Club Cartagena, conjunto con el que competirá en la Segunda División B con el objetivo del ascenso de categoría.
En la temporada 2014-2015 ficha por el Real Jaén CF, recién descendido de la Segunda División A.
En 2015 se retiró del fútbol profesional para emprender nuevos retos. Actualmente, trabaja como modelo. Durante el año 2017, se une como tertuliano al reconocido programa de debate deportivo El chiringuito de Jugones.
En 2023, participa, por primera vez, en un reality, siendo este Traitors España, en el que llega a la final y clasifica como el quinto finalista.
En 2024, concursó en el nuevo formato de baile  de RTVE Baila como puedas, presentado por Anne Igartiburu, formato en el que su bailarín profesional ganó.

## Vida personal
En marzo de 2022 anunció que iba a ser padre por primera vez con su pareja, la presentadora Lidia Torrent Anca. Su hija Elsa nació el 17 de octubre de 2022.

## Clubes
| Club                    | País   | Año       |
| ----------------------- | ------ | --------- |
| Club Atlético de Pinto  | España | 2006-2007 |
| Pontevedra "B"          | España | 2007-2008 |
| Club Deportivo Móstoles | España | 2008-2009 |
| Villarreal "B"          | España | 2009-2010 |
| Osasuna "B"             | España | 2010-2011 |
| Córdoba CF              | España | 2011-2012 |
| Écija Balompié (cedido) | España | 2012-2013 |
| FC Cartagena (cedido)   | España | 2013-2014 |
| Real Jaén CF            | España | 2014-2015 |